# The Weekend (Michael Gray-dal)
A The Weekend a brit lemezlovas Michael Gray és az angol énekesnő Shèna 2004. november 1.-én megjelent kislemeze, mely 7. helyen debütált az angol kislemezlistán. Az angol dance lista, és a magyar Dance Top 40-es listán viszont az első helyre került. A dal több országban is Top 20-as sláger volt, úgy mint Ausztrália, Olaszország, Hollandia. A dalhoz tartozó videóklipet Mike Haris, Sarah Merry, Jodie Leight, Ideta Kimso és Laura Muncey rendezték.
A dal alapját az "I can't wait for Saturday to begin" című szöveget Oliver Cheathem "Get Down Saturday Night" című dalából merítették, valamint a zenei alapok Kerr "Back at Ya" című 1984-es dalából valók, de felhasználtak akkordokat a Daft Punk "Voyager" című dalából is.

## Megjelenések
12"  Egyesült Királyság UK  Eye Industries – EYE 009, Universal Records – 9868866 
- A	The Weekend (Extended Vocal Mix) 7:52
- B	The Weekend (Original 12" Mix) 7:52

## Slágerlista

### Heti összesítések
| Slágerlista (2004–2005)               | Legjobb helyezések |
| ------------------------------------- | ------------------ |
| Ausztrália (ARIA)                     | 14                 |
| Ausztria (Ö3 Austria Top 40)          | 49                 |
| Belgium (Ultratop 50 Flanders)        | 11                 |
| Belgium (Ultratop 50 Wallonia)        | 29                 |
| Finnország (Singlet Top 20)           | 19                 |
| Franciaország (Single Top 100)        | 36                 |
| Németország (Media Control Charts)    | 22                 |
| Magyarország (Dance Top 40)           | 1                  |
| Írország (IRMA)                       | 22                 |
| Ireland Dance (IRMA)                  | 3                  |
| Olaszország (FIMI)                    | 20                 |
| Hollandia (Top 40)                    | 12                 |
| Hollandia (Single Top 100)            | 29                 |
| Skócia (Scottish Singles Top 40)      | 7                  |
| Svájc (Schweizer Hitparade)           | 49                 |
| Egyesült Királyság (UK Singles Chart) | 7                  |
| Egyesült Királyság (UK Dance Chart)   | 1                  |

### Év végi összesítések
| Slágerlista (2004)                   | Helyezés |
| ------------------------------------ | -------- |
| Australia Club Chart (ARIA)          | 15       |
| UK Singles (Official Charts Company) | 113      |

| Slágerlista (2005)          | Helyezés |
| --------------------------- | -------- |
| Australia Club Chart (ARIA) | 43       |